# フッ化イリジウム(IV)
フッ化イリジウム(IV)(Iridium tetrafluoride)は、イリジウムとフッ素からなる化学式IrF4の化合物である。暗茶色の固体である。1965年以前の初期の報告は疑わしく、フッ化イリジウム(V)についての記載ではないかと考えられている。フッ化イリジウム(V)をイリジウム黒で還元するか、フッ化水素水溶液中で水素で還元することで固体が得られる。結晶構造は、金属四フッ化物で最初に三次元格子構造が発見された例として注目される（後に、フッ化ロジウム(IV)、フッ化鉛(IV)、フッ化白金(IV)等も同じ構造を持つことが明らかとなった）。構造は6配位の八面体型で、八面体の2つの陵は共有され、2つの非共有フッ素原子はお互いにcis型となっている。